# 杜納伊夫 (克列梅涅茨區)
50°3′30″N 25°35′24″E / 50.05833°N 25.59000°E

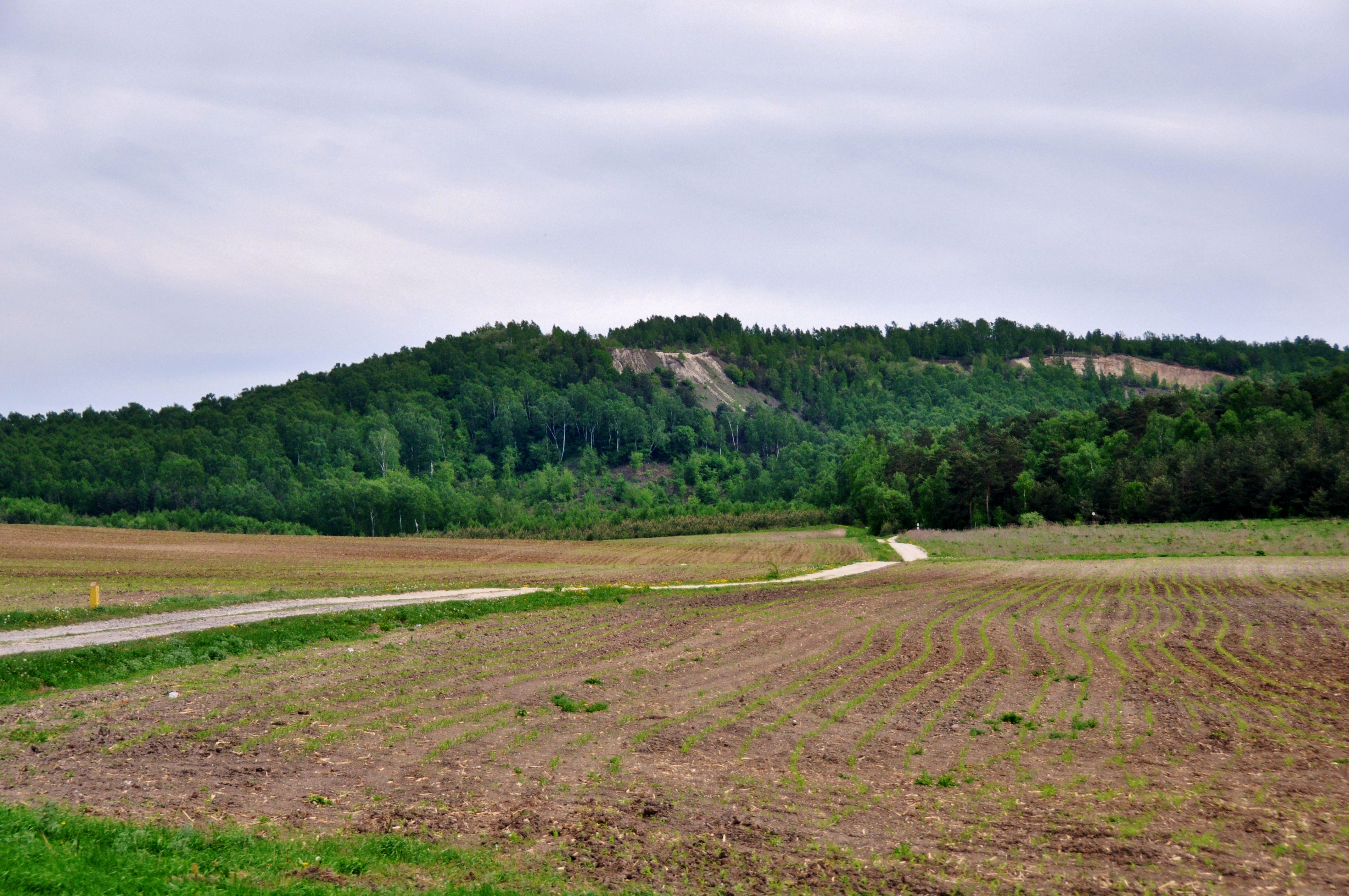

杜納伊夫（烏克蘭語：Дунаїв），是烏克蘭的村落，位於該國西部捷爾諾波爾州，由克列梅涅茨區負責管轄，始建於1625年，面積1.31平方公里，2001年人口515，人口密度每平方公里393.1人。